# Гродненский завод торгового машиностроения
Гродненский завод торгового машиностроения (ОАО «Гродторгмаш»; ГЗТМ; бел. Гродзенскі завод гандлёвага машынабудавання; Гродгандальмаш) — белорусское предприятие, расположенное в Гродно.

## История
В 1946 году в Гродно был основан Гродненский областной авторемонтный завод. В 1946—1953 годах авторемонтный завод подчинялся Министерству автотранспорта БССР, в июне-ноябре 1953 года — Министерству дорожного и транспортного хозяйства БССР, в ноябре 1953 — 1959 годах — Министерству автомобильного транспорта и шоссейных дорог БССР, в 1959—1960 годах — управлению ремонтных предприятий Совета народного хозяйства (СНХ) БССР.
В октябре 1960 года завод преобразован в Гродненский завод торгового машиностроения, что считается датой основания завода. Завод, специализировавшийся на производстве технологического оборудования для торговли и общественного питания, был образован постановлением Совета Министров БССР от 1 октября 1960 года № 583. В 1966 году завод торгового машиностроения передан из подчинения СНХ БССР в подчинение Главного управления по производству оборудования для предприятий торговли и общественного питания Министерства машиностроения для лёгкой и пищевой промышленности и бытовых приборов СССР. В 1976 году завод вошёл в состав производственного объединения «Белорусторгмаш» (головное предприятие — завод «Торгмаш» в Барановичах). В 1987 году (по другой информации, в 1988 году) на базе гродненского завода создано Гродненское производственное объединение торгового машиностроения (ПО «Гродторгмаш»), которое в 1988 году передано в подчинение Министерства общего машиностроения СССР, в 1991 году — Государственного комитета Республики Беларусь по промышленности и межотраслевым производствам, в 1994 году — Министерства промышленности Республики Беларусь. В составе ПО находился также московский филиал ВНИИ Торгмаш. В 1995 году Гродненское производственное объединение торгового машиностроения преобразовано в Гродненский завод торгового машиностроения, в 2001 году — в республиканское унитарное предприятие. В 2008 году предприятие преобразовано в открытое акционерное общество.

## Современное состояние
В 2017 году завод произвёл посудомоечных машин на 2766 тыс. руб. (удельный вес в общем выпуске продукции — 45,6%), водонагревателей на 958 тыс. руб. (15,8%), медицинского оборудования на 397 тыс. руб. (6,5%), а также прочая продукция. 46,9% продукции в 2016 году было реализовано на внутреннем рынке, остальное экспортировалось в Россию, Казахстан, Украину, Литву. Заводом производились посудомоечные машины ММУ-1000, ММУ-2000, МПУ-700-01, МПУ-700-01М, МПК-700М, МПФ-30-01, МПФ-12-01, МПСК, МПС, водонагреватели ЭВПЗ, ЭВО, ЭВАД, ЭВАО, ЭВА, ВКН. Из медицинского оборудования производились сушильные шкафы и стерилизационные коробки, из прочего оборудования — сушилки для обуви конвективные, центробежные насосы, контейнеры для сыра, металлические шкафы для раздевалок, тележки, гидроаккумуляторы. По состоянию на 2016 год на заводе насчитывалось 204 единицы металлорежущего оборудования (в т. ч. 6 станков с ЧПУ, 17 станков-автоматов и полуавтоматов), 69 единиц кузнечно-прессового оборудования (в т. ч. 4 единицы с ЧПУ), 58 единиц оборудования для сварки и термической резки (в т. ч. 1 с ЧПУ и 8 автоматов и полуавтоматов), 6 единиц термического оборудования, 17 единиц оборудования для металлопокрытий. Уровень износа активной части основных фондов составил 66%. В 2016 году использование производственной мощности в среднем за год составляло 38,1%.
В 2016 году выручка завода составила 6675 тыс. руб. (3,2 млн долларов), чистый убыток — 265 тыс. руб. (120 тыс. долларов), рентабельность реализованной продукции составила 3,4%. В 2014 году на заводе работало 359 человек, в 2016 году — 295 человек.
По состоянию на 2020 год 98,83% акций предприятия принадлежали государству в лице Гродненского горисполкома.